# Câu lạc bộ bóng đá Hà Nội (2006)
Câu lạc bộ bóng đá Hà Nội (tiếng Anh: Hanoi Football Club) là một câu lạc bộ bóng đá chuyên nghiệp thuộc sở hữu của Tập đoàn T&T, có trụ sở tại Hà Nội và hiện đang thi đấu tại V.League 1, giải đấu cao nhất trong hệ thống giải bóng đá Việt Nam. Câu lạc bộ được thành lập vào năm 2006 với tên Câu lạc bộ bóng đá T&T Hà Nội trước khi đổi thành Câu lạc bộ bóng đá Hà Nội T&T vào năm 2010, và có tên là Câu lạc bộ bóng đá Hà Nội từ cuối năm 2016.
Câu lạc bộ Hà Nội là một trong những câu lạc bộ thành công nhất tại Việt Nam với 6 lần vô địch quốc gia, 3 Cúp Quốc gia và đang giữ kỷ lục 5 lần đoạt Siêu cúp Quốc gia. Đội bóng cũng nắm giữ kỷ lục ba năm liền thăng hạng, từ giải hạng Ba lên thi đấu ở hạng cao nhất của bóng đá Việt Nam. Đội bóng áo tím cũng đã từng vào tới tứ kết AFC Cup 2014, vô địch khu vực Đông Nam Á và vào đến chung kết liên khu vực của AFC Cup 2019, đây cũng là thành tích tốt nhất của một câu lạc bộ Việt Nam tại giải đấu châu lục.

## Lịch sử
Thuộc sở hữu của tập đoàn T&T, câu lạc bộ ra mắt vào ngày 18 tháng 6 năm 2006. Ba mùa bóng đầu tiên trong lịch sử tồn tại của mình, từ một đội bóng gồm đa số các cầu thủ trẻ do huấn luyện viên Triệu Quang Hà (cựu cầu thủ đội tuyển bóng đá Việt Nam và câu lạc bộ Thể Công) dẫn dắt, đội đã liên tiếp thăng ba hạng, từ hạng ba lên hạng nhì, cuối cùng là hạng nhất trước khi giành quyền thi đấu ở V-League 2009.

### Thời kì đầu (2006–2009)
Ngay mùa bóng đầu tiên ra mắt, câu lạc bộ T&T Hà Nội đã giành quyền lên chơi tại hạng Nhì quốc gia 2007 sau khi vượt qua Phú Yên 4–3 trên loạt sút luân lưu ở vòng chung kết của giải (không có trận chung kết, T&T Hà Nội cùng Quân khu 9 đồng hạng nhất).
Giải bóng đá hạng Nhì Quốc gia 2007 gồm 16 đội, chia làm ba bảng đấu theo khu vực. T&T Hà Nội với tư cách là đội duy nhất từ hạng Ba mới lên, nằm chung bảng A với 4 đội khác. Tại vòng bảng, sau khi khá vất vả vượt qua Quang Minh DEC, đội chiếm được vị trí nhất bảng và lọt vào bán kết. T&T Hà Nội tiếp tục vượt qua Ngói Đồng Tâm Long An (đội dự bị của Đồng Tâm Long An) để vào chung kết gặp Quân khu 7. Dù để thua Quân khu 7 2–4 trên loạt sút luân lưu (hòa 1–1 trong hai hiệp chính), đội vẫn giành quyền lên hạng Nhất năm 2008 với tư cách là một trong hai đội xếp hạng cao nhất giải hạng Nhì.
Bước vào mùa giải hạng Nhất năm 2008, câu lạc bộ được đầu tư lớn (hơn 10 tỷ đồng) với mục tiêu thăng hạng chuyên nghiệp ngay trong mùa bóng này. Đội bóng đã chiêu mộ hàng loạt tuyển thủ như: thủ môn đội tuyển quốc gia Dương Hồng Sơn, các cựu cầu thủ đội tuyển quốc gia Phạm Như Thuần, Văn Sỹ Sơn, tuyển thủ U-23 quốc gia Nguyễn Thành Long Giang (cầu thủ 2 năm liền được bầu là Cầu thủ trẻ xuất sắc nhất của giải thưởng Quả bóng vàng Việt Nam), cùng một số cầu thủ nước ngoài như các cầu thủ Brasil Cristiano, Casiano...
Câu lạc bộ khởi đầu giải hạng Nhất khá tốt, tuy chưa lần nào lên ngôi đầu bảng nhưng thường xuyên nằm trong nhóm 3 đội dẫn đầu. Kết thúc lượt đi, với phong độ ổn định, Hà Nội T&T đã chiếm ngôi đầu bảng. Vào ngày 16 tháng 8 năm 2008, T&T Hà Nội đã vượt qua Quân khu 5 với tỷ số 4–2, đồng thời Cao su Đồng Tháp (đối thủ trực tiếp của T&T Hà Nội) để thua trước Than Quảng Ninh, do đó T&T Hà Nội chính thức lên hạng chuyên nghiệp V-League 2009 cùng với Quân khu 4 sớm một vòng đấu.

### V-League 2009
Kết thúc giai đoạn lượt đi, Hà Nội T&T thi đấu không thuyết phục và đứng cuối bảng xếp hạng (ở những mùa giải trước đó, hầu hết các đội xếp chót bảng lượt đi đều xuống hạng khi kết thúc mùa giải). Để cải thiện phong độ, huấn luyện viên Triệu Quang Hà đã bị sa thải cùng với chủ tịch câu lạc bộ Lâm Hồng Điệp; thay vào đó là hai gương mặt mới: huấn luyện viên Nguyễn Hữu Thắng và chủ tịch mới Nguyễn Quốc Hội - một thành viên ban lãnh đạo công ty T&T. Câu lạc bộ cũng ráo riết tuyển mộ các cầu thủ ngoại để cạnh tranh suất trụ hạng, và đã tuyển mộ được tiền đạo Agostinho - người bị Hoàng Anh Gia Lai thanh lý hợp đồng do vi phạm kỷ luật.

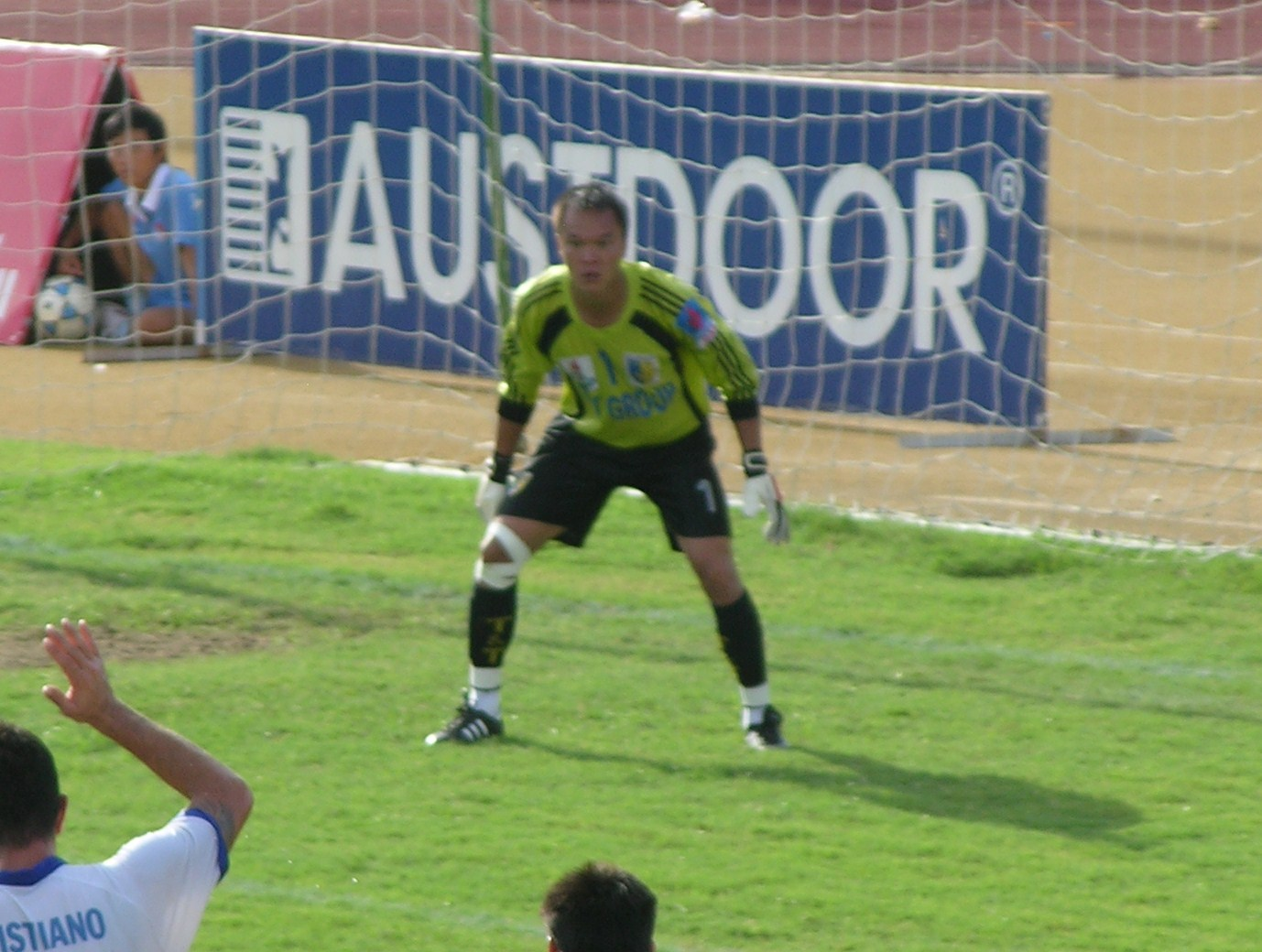
Thủ môn Dương Hồng Sơn trong màu áo Hà Nội T&T mùa bóng V-League 2009

Với những sự thay đổi kịp thời cùng sự đầu tư từ ông chủ câu lạc bộ Đỗ Quang Hiển, Hà Nội T&T đã thi đấu rất thành công và có thời điểm trở thành ứng cử viên vô địch V-League. Đội bóng khép lại mùa giải vị trí thứ 4.

### Thời kì HLVPhan Thanh Hùng(2010–2015)
Sau hai tháng làm việc, Hà Nội T&T quyết định chấm dứt hợp đồng với chiến lược gia người Bồ Đào Nha Nicolau Barbosa Vaqueiro, do các phương pháp huấn luyện của Vaqueiro bị xem là thiếu phù hợp với các cầu thủ Việt Nam. Chiều tối ngày 11 tháng 1 năm 2010, câu lạc bộ bất ngờ thông báo bổ nhiệm Phan Thanh Hùng - trợ lý của huấn luyện viên Henrique Calisto - làm huấn luyện viên trưởng trước thời điểm khởi tranh V-League đúng 20 ngày. Hà Nội T&T giành được chức vô địch sau trận hòa 0–0 trước Navibank Sài Gòn ở vòng đấu 25, kết thúc mùa giải V-League với 46 điểm, hơn đội về nhì Xi măng Hải Phòng 1 điểm. Chức vô địch của Hà Nội T&T đã chấm dứt 12 năm cơn khát danh hiệu vô địch quốc gia của bóng đá Hà Nội (lần gần nhất 1 đội bóng đóng trên địa bàn Hà Nội vô địch quốc gia là Thể Công năm 1998). Còn nếu xét trên góc độ đội bóng của địa phương thì chức vô địch của Hà Nội T&T đã chấm dứt 26 năm không danh hiệu vô địch quốc gia của bóng đá Hà Nội (lần gần nhất 1 đội bóng của Hà Nội vô địch quốc gia là Công an Hà Nội năm 1984).
Mùa giải 2012, Hà Nội T&T giành ngôi á quân. Sau khi mất chức vô địch vào tay SHB Đà Nẵng, bầu Thụy của Xuân Thành Sài Gòn nói: "Làm bóng đá, đầu tư bóng đá tốn kém rất nhiều mà bị chèn ép. Ai cũng thấy đội Sài Gòn Xuân Thành của tôi bị một đội ôm chân, còn một đội thì được bơm điểm. Đánh kiểu đấy thì ai đánh lại. Tôi sẽ nghỉ và bỏ bóng đá vì sân chơi này bất công quá mà các anh ở VFF biết nhưng cứ để nó hủy hoại".
Mùa giải 2013, Hà Nội T&T đã lên ngôi vô địch trước một vòng đấu sau chiến thắng 2–1 trước Đồng Tâm Long An. Đây cũng là mùa giải mà bộ đôi tiền đạo Gonzalo và Samson đã thi đấu xuất sắc với 28 bàn tổng cộng, qua đó cùng nhau giành danh hiệu vua phá lưới.
Hai mùa bóng 2014, 2015 đánh dấu sự vươn lên của thế lực mang tên Becamex Bình Dương, đây cũng là giai đoạn đánh dấu sự chuyển giao thế hệ của đội bóng khi những Duy Mạnh, Văn Thành, Minh Long được đôn lên đội một cùng với sự ra đi của thủ môn Lê Văn Nghĩa, tiền vệ Sỹ Cường...

### Kỷ nguyênChu Đình Nghiêm(2016–2021)
Mùa giải Toyota V.League 1 2016 chứng kiến nhiều biến động của Hà Nội T&T khi thay đổi huấn luyện viên đến hai lần. Lần đầu vào thời điểm chỉ cách một tuần trước mùa giải mới khi huấn luyện viên Phan Thanh Hùng tuyên bố từ chức và huấn luyện viên của đội U-21 Hà Nội T&T khi ấy Phạm Minh Đức được lựa chọn thay thế. Tuy nhiên, sau khi đoàn quân của huấn luyện viên Phạm Minh Đức khởi đầu mùa giải đáng thất vọng khi chỉ giành được 1 điểm sau 4 lượt trận đầu tiên và xếp chót bảng, câu lạc bộ quyết định đưa trợ lý Chu Đình Nghiêm lên tiếp quản chiếc ghế nóng vào ngày 17 tháng 3 năm 2016. Sự thay đổi này đã giúp đội bóng cải thiện rõ rệt về lối chơi và kết quả, từ đó đội dần bước lên đỉnh bảng khi giải đấu chỉ còn 2 vòng. Ở vòng đấu áp chót và buộc phải thắng để nuôi hy vọng vô địch, Hà Nội T&T chơi đầy quả cảm để giành trọn 3 điểm trước Than Quảng Ninh với bàn thắng duy nhất của Văn Quyết. Thắng lợi 2–0 trước FLC Thanh Hóa nhờ cú đúp của Gonzalo ở vòng đấu cuối cùng đã giúp Hà Nội T&T có lần thứ ba nâng cao chiếp cúp vô địch V.League khi bằng điểm và chỉ hơn Hải Phòng ở chỉ số phụ. Ở đấu trường Cúp Quốc gia, đội bóng áo tím chỉ có thể giành được vị trí á quân sau khi để thua đáng tiếc trước Than Quảng Ninh trên sân nhà Hàng Đẫy với tỉ số 1-2.
Cuối năm 2016, câu lạc bộ Hà Nội T&T đổi tên thành Câu lạc bộ bóng đá Hà Nội, và được Ủy ban nhân dân thành phố Hà Nội thí điểm bàn giao quản lý sân vận động Hàng Đẫy kể từ đó. Trước thềm mùa giải 2017, nhằm chuẩn bị lực lượng cho nhiều mặt trận, đội đã đưa về những ngoại binh chất lượng là Moses Oloya (đang là thành viên của đội tuyển quốc gia Uganda) hay Alvaro Silva (thành viên của đội tuyển quốc gia Philippines), bên cạnh lực lượng cầu thủ rất tốt và đang vào độ chín của sự nghiệp. Tuy nhiên, mùa giải 2017 lại kết thúc một cách đầy thất vọng với đội bóng áo tím khi họ chỉ cán đích ở vị trí thứ 3 chung cuộc tại V.League dù nắm trong tay lợi thế rất lớn khi thắng tối thiểu 1–0 trước QNK Quảng Nam (đội lên ngôi vô địch sau đó) ở vòng đấu áp chót nhưng lại hòa 4–4 trước Than Quảng Ninh ở vòng đấu cuối. Ở đấu trường Cúp Quốc gia và AFC Cup, đội bóng cũng thể hiện một màn trình diễn tầm thường khi bị Sông Lam Nghệ An loại từ vòng 1/8 Cúp Quốc gia và bị loại từ vòng bảng sau trận thua toàn diện 2–6 trước Ceres–Negros của Philippines.
Nhờ hiệu ứng mạnh mẽ từ thành công của đội tuyển U-23 Việt Nam tại giải châu Á với nòng cốt là những cầu thủ Hà Nội trải dài cả 3 tuyến, các khán giả thủ đô đã dần quan tâm tới đội bóng. Đội đã bắt đầu mùa giải 2018 với chiến thắng nhọc nhằn 1–0 trước Hải Phòng trên sân nhà Hàng Đẫy rồi thắng áp đảo 5–0 trước Hoàng Anh Gia Lai trong trận đấu mà sân Hàng Đẫy đạt tới giới hạn 25.000 khán giả. Đội bóng áo tím sau đó đã băng băng về đích và lên ngôi vô địch trước 5 vòng đấu với 64 điểm cùng 72 bàn thắng được ghi, cùng với đó là hàng loạt kỷ lục của giải đấu bị xô đổ (vô địch sớm nhất - trước 5 vòng đấu, giành nhiều điểm nhất, nhiều trận thắng nhất, ghi nhiều bàn thắng nhất...). Tuy vậy, mùa giải 2018 đã kết thúc không trọn vẹn với Hà Nội khi họ lại lỡ hẹn với Cúp Quốc gia khi để Becamex Bình Dương loại sau hai lượt trận (tổng tỉ số 3–3 và đội bóng áo tím bị loại do luật bàn thắng sân khách).
Trước thềm mùa giải 2019, câu lạc bộ Hà Nội đã đưa về một loạt những cầu thủ chất lượng là thủ môn đội tuyển quốc gia Bùi Tiến Dũng cùng tiền đạo Pape Omar từ Thanh Hóa và trung vệ Brandon McDonald từ Penang. Đội cũng chia tay với Dương Hồng Sơn, Duy Khánh, Văn Thành và thủ môn Trần Anh Đức giải nghệ. Đội bóng áo tím khởi đầu mùa giải bằng chiến thắng 1–0 trước Bangkok United (Thái Lan) tại trận play-off AFC Champions League 2019. Tuy vậy, ở trận play-off thứ 2, khi phải đối đầu với một đội bóng vượt trội về đẳng cấp từ Trung Quốc là Sơn Đông Lỗ Năng, đội bóng đã chịu thất bại 1–4 dù có bàn thắng dẫn trước và một thế trận vượt trội so với đối thủ trong hiệp đấu đầu tiên. Thất bại này đã khiến Hà Nội phải tìm kiếm cơ hội của mình tại đấu trường AFC Cup.
Mùa giải quốc nội của đội bóng áo tím bắt đầu với trận thắng 2–0 trước Becamex Bình Dương trong trận tranh Siêu cúp Quốc gia. Ở trận đấu ra quân của họ tại V.League 2019, đội đã giành chiến thắng giòn giã 5–0 trước Than Quảng Ninh. Tuy nhiên, toàn đội đã phải trải qua một cuộc đua vô địch khó khăn hơn nhiều so với mùa giải trước bởi mật độ thi đấu dày đặc khi họ phải căng sức trên khắp các mặt trận V.League 1, Cúp Quốc gia và AFC Cup, đặc biệt là sự vươn lên của thế lực mới Thành phố Hồ Chí Minh. Bên cạnh đó, đội còn thiếu vắng những trụ cột như Đình Trọng, Oseni do chấn thương nặng cùng với sự ra đi của tiền đạo nhập tịch Hoàng Vũ Samson. Ở giai đoạn nước rút, câu lạc bộ đã bổ sung thêm trung vệ Đinh Tiến Thành từ Thanh Hóa, tiền đạo người Pháp Papa Ibou Kébé và trung vệ người Iran Sajjad Moshkelpour. Tuy vậy đội lại liên tục đánh rơi điểm số ở những phút cuối trước những đối thủ dưới tầm như Hoàng Anh Gia Lai, Sanna Khánh Hòa Biển Việt Nam hay thậm chí cả đối thủ trực tiếp cạnh tranh cho chức vô địch là Thành phố Hồ Chí Minh. Nhưng màn bứt tốc đầy ngoạn mục ở các vòng đấu sau đó đã giúp đội bóng bứt lên và cuối cùng đăng quang sớm 2 vòng đấu bằng thắng lợi trước Sông Lam Nghệ An trên sân khách. Với 5 chức vô địch, Hà Nội đã trở thành đội bóng vô địch V.League nhiều nhất kể từ khi giải Vô địch Quốc gia chính thức đi vào chuyên nghiệp hóa vào mùa giải 2000–01.
Tại đấu trường Cúp Quốc gia, đội lần lượt đánh bại Hồng Lĩnh Hà Tĩnh, Dược Nam Hà Nam Định và thắng thuyết phục 3–0 trước hiện tượng Thành phố Hồ Chí Minh. Ở trận chung kết, dù phải thi đấu trên sân khách và trong điều kiện thời tiết xấu, nhưng bằng bản lĩnh và đẳng cấp của đội bóng lớn cùng sự tỏa sáng đúng lúc của những ngôi sao, các bàn thắng của Văn Quyết và Ibou Kébé đã giúp họ vượt qua Quảng Nam và lên ngôi vô địch Cúp Quốc gia 2019, qua đó bổ sung danh hiệu duy nhất còn thiếu sau nhiều lần lỡ hẹn.
Ở cấp độ châu lục, Cúp AFC, đội đã vượt qua vòng bảng với vị trí nhất bảng F rồi lần lượt đánh bại những Ceres-Negros, Becamex Bình Dương, Altyn Asyr trước khi bị loại đầy tiếc nuối bởi 4.25 SC do luật bàn thắng sân khách.
Mùa giải 2020, Hà Nội đã chia tay tiền đạo Oseni và Hoàng Vũ Samson để bổ sung tiền đạo Rimario và gọi về một loạt cầu thủ trẻ đầy tiềm năng từ Hồng Lĩnh Hà Tĩnh. Ở trận đấu muộn nhất vòng 3, đội bóng áo tím giành chiến thắng dễ dàng và thuyết phục trên sân nhà Hàng Đẫy trước Hoàng Anh Gia Lai nhờ cú đúp của tân binh Rimario và bàn thắng mở tỷ số của Văn Quyết. Đáng nói, đây là trận đấu V.League diễn ra trước sự trở lại hoành tráng của hàng nghìn khán giả sau khi phải thi đấu trên sân nhà không có khán giả ở những vòng đấu cuối V.League 2019 (do án phạt từ việc cổ động viên Nam Định đốt pháo sáng) và vòng đầu V.League 2020 (do ảnh hưởng bởi đại dịch COVID-19). Tuy vậy mùa giải lại trở nên hết sức khó khăn với toàn đội khi những trụ cột liên tục dính chấn thương rất nặng, đặc biệt là những trụ cột quan trọng do phải liên tục cày ải ở cả cấp câu lạc bộ và đội tuyển quốc gia. Lần lượt Duy Mạnh, Đình Trọng, Pape Omar, Đức Huy hay thủ môn Phí Minh Long gia nhập vào danh sách chấn ththương của đội, trong khi những cầu thủ còn lại thường xuyên không đạt được thể trạng tốt nhất. Có thời điểm, đội chỉ còn 10 cầu thủ để tập và huấn luyện viên Chu Đình Nghiêm phải đưa cầu thủ trẻ lên tập chiến thuật cho đủ quân số. Điều này khiến đội bóng áo tím liên tục đánh mất những điểm số quan trọng trước các đối thủ trực tiếp, kể cả những đội bóng dưới cơ. Trước sự sứt mẻ đội hình nghiêm trọng, ban lãnh đạo đội bóng đã quyết định bổ sung gấp hai bản hợp đồng là thủ môn Tấn Trường và tiền vệ Tấn Tài, cùng với đó là gọi trở lại Đoàn Văn Hậu từ SC Heerenveen sau 1 năm cho mượn. Sang giai đoạn 2, câu lạc bộ đã thể hiện sự áp đảo trước Hoàng Anh Gia Lai trên sân khách hay có được chiến thắng tưng bừng tại Hàng Đẫy trước Sài Gòn. Ở những vòng đấu cuối cùng, dù đã cố gắng đòi lại vị trí dẫn đầu từ Viettel khi đánh bại Than Quảng Ninh nhưng đội của huấn luyện viên Trương Việt Hoàng đã bảo toàn tỉ số 1-0 trước Sài Gòn để lên ngôi vô địch nên đội bóng của HLV Chu Đình Nghiêm phải chấp nhận vị trí á quân. Trong khi đó tại Cúp Quốc gia, đội bóng áo tím khởi đầu bằng chiến thắng 3-0 trước CLB Đồng Tháp ngay trên sân nhà Hàng Đẫy rồi lần lượt vượt qua Xổ số kiến thiết Cần Thơ và Thành phố Hồ Chí Minh bằng những trận thắng áp đảo trước khi đụng độ Viettel trong trận chung kết. Dù Viettel bất ngờ có bàn thắng dẫn trước, đội bóng áo tím đã lội ngược dòng với 2 bàn thắng đẳng cấp của Thái Quý và Quang Hải để bảo vệ thành công danh hiệu vô địch Cúp Quốc gia.
Bước vào V.League 1 2021, đội bóng áo tím đã trình diễn một bộ mặt đáng thất vọng dù được bổ sung một loạt cầu thủ mới như Geovane Magno hay Bruno Cunha. Tới đầu tháng 4 năm 2021, ông Chu Đình Nghiêm đã chính thức từ chức sau thất bại toàn diện 0–2 trước SHB Đà Nẵng. Việc thay huấn luyến viên Chu Đình Nghiêm là quyết định khó khăn với ban lãnh đạo đội bóng khi chính ông là người đã gắn bó với câu lạc bộ từ lúc đội mới thành lập, đi lên từ hạng Ba đến V.League.

### Thời kỳ Hàn Quốc hóa (2021–2022)
Ngày 28 tháng 4 năm 2021, huấn luyện viên người Hàn Quốc Park Choong-kyun được lưa chọn để thay thế ông Chu Đình Nghiêm, qua đó mở ra thời kỳ Hàn Quốc hóa ở đội bóng thủ đô. Tuy nhiên, ông Park lại khởi đầu khá thất vọng với trận thua 0–1 trước Topenland Bình Định ngay tại sân nhà Hàng Đẫy cùng lối chơi mờ nhạt, thiếu sức sống. Mùa giải 2021 đã phải kết thúc giữa chừng do ảnh hưởng của dịch COVID-19, câu lạc bộ cũng chỉ giành vị trí thứ 7 trên bảng xếp hạng nên đã không đủ điều kiện tham dự AFC Cup năm 2022, mặc dù các đội bóng đứng trên khác như Nam Định, Thanh Hóa, Bình Dương đã từ chối tham dự do vấn đề kinh phí. Đây cũng được coi là một mùa giải thất bại đối với câu lạc bộ; sự sa sút của toàn đội có lúc đã được biểu hiện bằng khoảng cách lên tới 15 điểm giữa đội và kình địch Hoàng Anh Gia Lai.
Ngày 19 tháng 2 năm 2022, đội bóng áo tím đã bất ngờ ra thông báo chấm dứt hợp đồng với Park Choong-kyun ngay trước thềm V.League 2022, với nguyên nhân được cho là chiến thuật và lối chơi của vị huấn luyện viên này không hợp với đội bóng áo tím cũng như sự bất đồng giữa ông với ban lãnh đạo và một số cầu thủ trong đội. Người được chọn thay thế ông Park là trợ lý Chun Jae-ho, người đặt kỳ vọng vào lối chơi tấn công đẹp mắt nhưng thực tế lại chọn lối chơi thực dụng. Đội bóng khởi đầu mùa giải 2022 một cách chậm chạp khi liên tục mất điểm trước các đối thủ yếu là Thành phố Hồ Chí Minh, Nam Định hay SHB Đà Nẵng, thậm chí ngay giữa giai đoạn lượt đi, họ cũng đã nói lời chia tay với ngôi sao sáng nhất của bóng đá Việt Nam Nguyễn Quang Hải, khi anh quyết định sang Pháp đầu quân cho Pau FC ở Ligue 2. Mặc dù vậy, Hà Nội đã lần lượt vượt qua những đối thủ trực tiếp như Hoàng Anh Gia Lai, Hải Phòng hay Topenland Bình Định để kết thúc lượt đi ở vị trí đầu bảng với cách biệt 5 điểm so với đội xếp sau. Trong giai đoạn lượt về, họ lại liên tục sảy chân trước những đối thủ họ từng chiến thắng ở lượt đi là Topenland Bình Định ngay trên sân nhà và Hải Phòng trên sân khách, khiến khoảng cách với nhóm bám đuổi bị rút ngắn xuống còn 2 điểm. Ở lượt trận áp chót, đội đã thắng thuyết phục 2–0 trước Hồng Lĩnh Hà Tĩnh để lên ngôi vô địch giải đấu lần thứ sáu. Ở trận chung kết Cúp Quốc gia 2022, câu lạc bộ Hà Nội cũng đã vượt qua Topenland Bình Định với chiến thắng 2–0 để giành danh hiệu Cúp Quốc gia thứ 3 liên tiếp.

### Thời kỳ châu Âu hóa vớiBožidar Bandović
Ngày 4 tháng 1 năm 2023, câu lạc bộ Hà Nội đã bổ nhiệm Božidar Bandović làm huấn luyện viên trưởng từ mùa giải 2023 với bản hợp đồng có thời hạn 1 năm. Dưới sự dẫn dắt của ông Bandović, đội bóng áo tím đã vượt qua Hải Phòng với tỉ số 1–0 để giành Siêu cúp Quốc gia lần thứ 5 trong lịch sử của mình.
Tại câu lạc bộ Hà Nội, Bandović được giao quyền tự đề xuất và lựa chọn cầu thủ phù hợp với triết lý bóng đá của mình. HLV người Montenegro muốn tận dụng tối đa những con người chất lượng ở hàng thủ, trong đó phải kể đến bộ ba trung vệ đội tuyển quốc gia gồm Đỗ Duy Mạnh, Nguyễn Thành Chung và Bùi Hoàng Việt Anh; trong khi các cầu thủ chạy cánh như Nguyễn Văn Vĩ, Trần Văn Kiên có thêm cơ hội di chuyển vào trung lộ hoặc xâm nhập vòng cấm. Cùng với đó là việc thiết lập các bài đá phạt góc kiểu "ruồi bâu" nhằm tận dụng chiều cao của các trung vệ và tiền đạo. Lối chơi của ông Bandovic mang phong cách hiện đại, khoa học với sơ đồ 3-1-4-1 thay vì 4-1-4-1 như những người tiền nhiệm trước đó.
Tuy nhiên, với việc trắng tay ở đấu trường quốc nội trong suốt mùa giải 2023 cũng như phong độ thi đấu tệ hại tại AFC Champions League 2023–24 khi nhận tới 10 bàn thua chỉ sau hai trận đấu, ông Bandović đã bị đội bóng sa thải vào ngày 7 tháng 10 năm 2023. Trong thời gian Bandović cầm quyền, Hà Nội đã trải qua 24 trận với 12 chiến thắng (50%), hòa 5 (21%) và để thua 7 (29%).

### HậuBožidar Bandović
Sau khi Božidar Bandović bị sa thải, trợ lý Lê Đức Tuấn trở thành huấn luyện viên tạm quyền và các cầu thủ nội được ưu tiên sử dụng trở lại. Tuy nhiên, phong độ của đội bóng dưới quyền của ông Tuấn cũng không khá hơn khi họ để thua 1–2 trước Vũ Hán Tam Trấn của Trung Quốc trên sân khách tại AFC Champions League, và đặc biệt là thua ngược 3–5 ngay tại Hàng Đẫy trước kình địch Hải Phòng ở vòng 2 V.League 2023–24. Ngay sau trận đấu đó, đội bóng áo tím đã quyết định thay thế Lê Đức Tuấn bằng Đinh Thế Nam cho vị trí huấn luyện viên tạm quyền.
Trong giai đoạn lượt về vòng bảng AFC Champions League, câu lạc bộ Hà Nội đã có màn trình diễn thuyết phục hơn nhiều so với lượt đi với hai chiến thắng kịch tính trên sân nhà Mỹ Đình với cùng tỉ số 2–1, trước Vũ Hán Tam Trấn và đương kim vô địch AFC Champions League 2022 là Urawa Red Diamonds. Đội kết thúc vòng bảng với vị trí thứ 3 bảng J, ghi được 7 bàn thắng và 16 bàn thua; trong đó tiền đạo Phạm Tuấn Hải đã có được 4 pha lập công.

### Chuyển giao thế hệ vớiIwamasa Daiki
Ngày 13 tháng 1 năm 2024, đội bóng Thủ đô đạt được thỏa thuận ký hợp đồng với huấn luyện viên người Nhật Bản Iwamasa Daiki, cựu hậu vệ lừng danh của Kashima Antlers, với kỳ vọng sẽ đưa đội bóng trở lại với cuộc đua vô địch mùa giải 2023–24.

## Trang phục thi đấu
| Giai đoạn | Hãng trang phục | Nhà tài trợ in lên áo | Nhà tài trợ in lên áo | Nhà tài trợ in lên áo | Nhà tài trợ in lên áo | Nhà tài trợ in lên áo |
| Giai đoạn | Hãng trang phục | 1                     | 2                     | 3                     | 4                     | 5                     |
| --------- | --------------- | --------------------- | --------------------- | --------------------- | --------------------- | --------------------- |
| 2006–2010 | không có        | T&T Group             | không có              | không có              | không có              | không có              |
| 2011–2013 | Kappa           | T&T Group             | không có              | không có              | không có              | không có              |
| 2014      | Kappa           | BSH                   | Otran                 | Artexport             | không có              | không có              |
| 2015      | Kappa           | Tân Hoàng Minh Group  | Artexport             | không có              | không có              | không có              |
| 2016      | Kappa           | Hòa Bình              | Artexport             | không có              | không có              | không có              |
| 2017–2019 | Kappa           | SCG                   | Cảng Quảng Ninh       | Artexport             | không có              | không có              |
| 2020      | Kappa           | T&T Group             | Vinawind              | Bamboo Airways        | Cảng Quảng Ninh       | Artexport             |
| 2021      | Jogarbola       | T&T Group             | Gạo AAN               | Bamboo Airways        | Vinawind              | Cảng Quảng Ninh       |
| 2022      | Jogarbola       | BaF Meat              | T&T Group             | Vinawind              | Cảng Quảng Ninh       | không có              |
| 2023–nay  | Jogarbola       | KITA Group            | T&T Group             | Vinawind              |                       |                       |

### Thương hiệu tài trợ trang phục thi đấu
- 2011–2020: Kappa
- 2021: Jogarbola

### Nhà tài trợ gắn lên ngực áo
- 2006–2013: T&T Group
- 2014–2016: BSH
- 2017–2019: SCG
- 2020–2021: Vinawind/T&T Group/Gạo A An
- 2022–2023: BaF Meat
- 2023–nay: KITA Group

## Sân vận động
Theo thông báo số 537-TB/TU năm 2017 của Thành ủy Hà Nội, Tập đoàn T&T được thí điểm giao quản lý, sử dụng, đầu tư sửa chữa, vận hành Sân vận động Hàng Đẫy. Đội bóng áo tím thi đấu với sân nhà là Sân vận động Hàng Đẫy nằm ở trung tâm thủ đô với sức chứa tối đa 22.500 chỗ ngồi. Điểm nổi bật của Sân vận động Hàng Đẫy là nằm trong trung tâm thủ đô, nhưng điều này cũng khiến cho giao thông khu vực trở nên ách tắc mỗi khi đội nhà thi đấu. Trong một vài sự kiện mà sân Hàng Đẫy được trưng dụng cho các sự kiện khác hoặc trong các trận đấu quốc tế, đội sẽ chuyển sang thi đấu tại Sân vận động Quốc gia Mỹ Đình.
Mặt sân Hàng Đẫy ban đầu vô cùng mấp mô, xuống cấp nhưng với sự đầu tư của đội bóng áo tím cũng như sức ép từ VPF, SVĐ Hàng Đẫy đã chính thức khởi công dự án cải tạo mặt sân cỏ theo đúng tiêu chuẩn quốc tế kéo dài từ đầu tháng 5/2017 đến tháng 9/2017, hàng ghế hỏng tại khu vực VIP đã được sửa lại, bạt quảng cáo được in và phủ tại những khu vực nguy hiểm hạn chế khán giả. Mặc dù mặt cỏ sân Hàng Đẫy được đánh giá là chất lượng hàng đầu Việt Nam nhưng những hệ thống cơ sở hạ tầng khác đã xuống cấp nghiêm trọng. Trong đó, khán đài A và B bê tông bị vỡ, để lộ trụ sắt hoen gỉ; Nhà vệ sinh hỏng hóc, vỡ nát nghiêm trọng; phòng kỹ thuật cho bình luận viên đã hư hỏng, cột chiếu sáng không đảm bảo chất lượng, đường pitch xuống cấp và chắp vá.
Đầu năm 2018, tập đoàn T&T đã công bố kế hoạch dỡ bỏ và xây mới lại toàn bộ sân Hàng Đẫy với kinh phí lên đến 250 triệu euro (khoảng hơn 7 ngàn tỷ đồng). Tập đoàn Bouygues (Pháp) đã nhận được nhận gói thầu này và bất đầu thi công từ quý 4 năm 2018. Theo thiết kế, sân Hàng Đẫy mới có 4 tầng hầm, 2 tầng nổi và khán đài tạo thành quần thể văn hoá thể thao và dịch vụ, thay vì chỉ phục vụ cho thể thao như hiện tại. Sân Hàng Đẫy mới dự kiến không còn đường piste, có sức chứa 2 vạn khán giả, có mái che theo tiêu chuẩn FIFA. Đặc biệt, sân thi đấu bóng đá được đặt ở tầng nổi thứ 2, phía trên một loạt công trình dịch vụ, văn hoá như rạp chiếu phim, trung tâm tổ chức sự kiện hay hệ thống tầng hầm để xe, phục vụ cho toàn khu vực dân cư kế cận.
Tuy nhiên, do nhiều vướng mắc về pháp lý và kỹ thuật nên cho tới nay dự án này vẫn chưa thể triển khai. Trong đó, sân vận động Hàng Đẫy là một khu vực có các di tích đặc biệt thì phải đảm bảo được các mối quan hệ về bảo vệ hành lang các di tích lịch sử. Việc xây mới sân Hàng Đẫy đi kèm trung tâm thương mại như thiết kế đề xuất có thể làm trầm trọng hơn tình trạng ùn tắc giao thông ở một trong những khu vực có mật độ dân cư cao nhất cả nước. Báo Điện tử Đảng Cộng sản Việt Nam cũng cho rằng Hà Nội đã có Khu Liên hợp thể thao quốc gia Mỹ Đình gồm cụm sân vận động Mỹ Đình, Cung thể thao dưới nước, Cung thể thao trong nhà ...nhưng chưa khai thác hết công năng. Vì thế, nên tập trung đầu tư để phát huy hết công năng Khu Liên hợp thể thao quốc gia Mỹ Đình để tránh lãng phí. Việc giao 3,2 ha đất vàng ở trung tâm Thủ đô cho Tập đoàn T&T theo cơ chế đặc thù, không qua đấu giá, đấu thầu, là sự kiện bất ngờ, cần xem xét lại, tính toán kỹ từ phương diện luật pháp, sự công khai, minh bạch...đến bảo đảm lợi ích chung. Ngoài ra, thiết kế đề xuất cũng không đưa ra được phương án về không gian, lối thoát hiểm dành cho việc sơ tán cổ động viên và những người trong sân trong tình huống xảy ra sự cố. Điều này hết sức khó khăn khi sân Hàng Đẫy nằm trong khu dân cư đông đúc, quá gần trung tâm chính trị Ba Đình, rất khó giải tỏa để có một không gian lớn đủ chỗ cho 2 vạn người cùng sơ tán trong một thời điểm.

## Chuyển nhượng
Thời gian mới thành lập, CLB thường xuyên đưa về các bản hợp đồng bom tấn. Tuy nhiên, sau khi hệ thống đào tạo trẻ đi vào hoạt động, đội bóng áo tím ít khi đưa về những cầu thủ thuộc dạng "bom tấn" với những cầu thủ nội binh nhưng vị trí ngoại binh thì thường xuyên có những cầu thủ thuộc hàng sao số như Moses Oloya, Geovane Magno, Bruno Cantanhede, Rimario Gordon, Diederrick Joel Tagueu,...
Việc những ngôi sao lớn của đội tuyển quốc gia là Dương Hồng Sơn, Lê Công Vinh hay Phạm Thành Lương chọn gia nhập đội bóng áo tím không chỉ góp phần tăng cường sức mạnh của đội bóng trên sân cỏ mà đó còn là thỏi nam châm thu hút những ngôi sao khác tới. Sau khi Hà Nội F.C của bầu Kiên ngừng hoạt động, Hà Nội T&T đã kế thừa hoàn toàn hệ thống đào tạo trẻ của CLB này, trong đó có nhiều cầu thủ tên tuổi hiện nay như Nguyễn Quang Hải, Đỗ Duy Mạnh, Phạm Đức Huy,...Đây là nguồn lực quan trọng để CLB cạnh tranh các vị trí cao ở các giai đoạn sau này.
Ở vị trí ngoại binh, đội bóng áo tím chú trọng tới những cầu thủ đã hoặc đang chơi bóng ở Việt Nam hoặc từ các nền bóng đá phát triển hơn, nhằm tăng cường chất lượng đội hình cũng như nâng cao thành tích của đội khi thi đấu ở các giải quốc nội cũng như châu lục. CLB sử dụng lối chơi chơi ban bật ngắn, nhỏ, nhuyễn nên thường sử dụng những cầu thủ ngoại thiên về kĩ thuật và tư duy chơi bóng hơn là những cầu thủ sức mạnh, điển hình có thể nói tới Gonzalo Marronkle, Pape Omar Faye hay mới đây là Geovane Magno
Hàng năm các cầu thủ trẻ từ các lò vệ tinh của đội bóng áo tím sẽ được đưa lên đội I hoặc sẽ được gọi trở lại sau khi được cho mượn và thi đấu thành công ở các câu lạc bộ khác, điều này giúp đội bóng luôn sản sinh ra các lứa kế cận với ngày càng chất lượng nhờ việc được đã được thi đấu cọ xát ở V-league trước đó, từ đó đội đã có được những cầu thủ suất sắc luôn góp mặt ở đội tuyển quốc gia trong đội hình như Đoàn Văn Hậu, Đỗ Duy Mạnh, Nguyễn Quang Hải hay mới đây là Phạm Tuấn Hải.

## Kình địch

### Hải Phòng
Hải Phòng là một trong những đối thủ luôn gây khó dễ cho câu lạc bộ Hà Nội mỗi khi chạm trán với lối chơi đầy khó chịu; cuộc đối đầu giữa hai đội luôn có sự quyết liệt ở trên sân và sự đối địch trên các khán đài. Pháo sáng cũng xuất hiện thường trực trong các trận đấu giữa hai đội ở sân Hàng Đẫy và trở thành một "đặc sản" của đội bóng đất Cảng mỗi khi họ phải làm khách tại Hà Nội. Bản thân câu lạc bộ Hải Phòng từng nhiều lần bị VFF xử phạt và buộc phải đá trên sân nhà không khán giả khi để cho các cổ động viên của mình đốt pháo sáng, nhưng sau mỗi lần như vậy, hiện tượng trên không những không thuyên giảm mà còn tiếp tục được duy trì với mức độ cao hơn. Đỉnh điểm là trong trận đấu trên sân Hàng Đẫy tại V.League 2019, lượng pháo sáng đã được đốt lớn đến mức mà chủ tịch VPF Trần Anh Tú phải thừa nhận là "nhiều nhất từ trước đến nay" mà ông từng chứng kiến.
Theo một cổ động viên kỳ cựu của Hải Phòng, việc các cổ động viên thích đốt pháo sáng trên sân của Hà Nội bắt nguồn từ những thù hằn trong quá khứ giữa họ và các đội chủ sân Hàng Đẫy như Hà Nội ACB và Hoà Phát Hà Nội, khi thường xuyên bị ban tổ chức sân làm khó để tăng giá vé hay va chạm với lực lượng an ninh. Ngoài ra, nhiều người hâm mộ đất Cảng cũng bức xúc việc bầu Hiển cùng lúc sở hữu và liên quan đến nhiều đội bóng; họ cho rằng đội bóng của họ khó có cửa vô địch ở bất cứ mùa giải nào, kể cả khi thăng hoa nhất. Và trong mỗi cuộc đối đầu giữa họ với Hà Nội, pháo sáng luôn được đốt trong trạng thái quá khích. Những điều đó đã tích tụ qua nhiều mùa giải và trở thành thói quen của các thế hệ cổ động viên Hải Phòng.
Trong hơn 10 năm đối đầu ở V.League, Hải Phòng và Hà Nội đã ghi vào lưới của nhau 63 bàn thắng. Tiền đạo Hoàng Vũ Samson của đội bóng áo tím là người ghi nhiều bàn nhất với 12 pha lập công trong những lần 2 đội gặp nhau. Ở mùa giải 2016, hai đội đã tạo nên một cuộc đua vô địch hấp dẫn khi Hà Nội chỉ chắc chắn vô địch ở những phút cuối với cú đúp của Gonzalo còn Hải Phòng đành ngậm ngùi về nhì do kém chỉ số phụ.
Một điều đáng nói là các trận đấu giữa Hải Phòng với các câu lạc bộ khác cũng ở Hà Nội là Công an Hà Nội và Viettel không có sự cố nào xảy ra. Điều này cho thấy bóng đá Hải Phòng không hề kình địch với bóng đá Thủ đô mà chỉ kình địch với riêng đội bóng áo tím.

### Hoàng Anh Gia Lai
Hoàng Anh Gia Lai và Hà Nội vốn được biết đến là hai đội bóng sở hữu lượng cổ động viên đông đảo nhất cả nước, vì vậy mà cuộc đối đầu giữa hai câu lạc bộ được mệnh danh là "Siêu kinh điển Việt Nam". Trong 34 lần gặp nhau trên tất cả các đấu trường từ năm 2009 đến hết năm 2023, đội bóng áo tím áp đảo với 17 lần thắng, hòa 7, thua 10. Tuy nhiên, cuộc đại chiến giữa hai đội chỉ bắt đầu được chú ý nhiều hơn từ năm 2018, khi U-23 Việt Nam vừa tạo lập kỳ tích ở giải U-23 châu Á và những cầu thủ hay nhất, được yêu mến nhất của đội tuyển quốc gia đều tập trung ở hai câu lạc bộ. Từ đó đến nay, các trận đấu với Hoàng Anh Gia Lai luôn là tâm điểm của truyền thông khi sự cạnh tranh giữa hai đội không chỉ là những diễn biến trên sân mà còn là triết lý phát triển và quản lý bóng đá, với sự tham gia của hai ông bầu có tiếng Đỗ Quang Hiển và Đoàn Nguyên Đức.
Trái với một bầu Hiển ít khi lên tiếng trên mặt báo, bầu Đức không ngần ngại có những phát ngôn gây sốc, thậm chí công kích cả đối thủ. Một ví dụ là ở mùa giải 2019, khi Thành phố Hồ Chí Minh đang dẫn đầu bảng xếp hạng, ông từng khẳng định rằng TP.HCM sẽ không thể nào vô địch được V.League vì không thể chống chọi với "5 đội bóng": "5 thằng ốm đánh một thằng mập thì thằng mập làm sao mà chịu nổi. Tôi dám chắc TP.HCM có mua Messi về cũng không thể vô địch V.League năm nay". Kết quả là năm đó đội bóng áo tím có lần thứ 5 vô địch quốc gia, và câu chuyện "năm thằng gầy đánh một thằng béo" của bầu Đức trở thành đề tài tranh luận và công kích lẫn nhau của cổ động viên hai đội, làm tăng tính chất quyết liệt mỗi khi hai đội gặp nhau. Pháo sáng và cảnh tượng ném chai lọ đã từng xuất hiện trong trận đấu giữa hai đội.
Những cái đầu nóng không chỉ xuất hiện giữa các cầu thủ, cổ động viên mà đã có lần lan đến cả ban huấn luyện. Do tính chất căng thẳng của cặp đấu nên nhiều lần các quyết định của trọng tài đã gây tranh cãi, làm ảnh hưởng đến cục diện và kết quả trận đấu.

### Nam Định
Từ cuối mùa giải 2018, Nam Định trở thành một đối thủ không đội trời chung với đội bóng áo tím. Nguyên nhân được cho là khi cuộc đua trụ hạng giữa Nam Định và XSKT Cần Thơ đang diễn ra quyết liệt, đội bóng xứ Tây Đô lại đang gặp nhiều khó khăn về tài chính thì có tin cho rằng bầu Hiển treo thưởng 3 tỷ đồng nếu Cần Thơ trụ hạng thành công. Điều này khiến cho các cầu thủ, ban huấn luyện và các cổ động viên thành Nam tức giận; nhiều người đã bắt đầu học theo Hải Phòng đốt pháo sáng ở sân Hàng Đẫy nhằm trả thù Hà Nội. Đỉnh điểm là ở vòng 22 V.League 2019, trong trận đấu mà Hà Nội đã thắng Nam Định tới 6–1, một quả pháo sáng từ khán đài B của cổ động viên Nam Định lao thẳng vè phía đối diện và trúng phần đùi của một cổ động viên nữ, khiến cô bị bỏng nặng và phải đưa đến bệnh viện phẫu thuật. Hành động quá khích của một bộ phận cổ động viên Nam Định đã tạo nên làn sóng phẫn nộ trong cộng đồng người hâm mộ bóng đá Việt Nam.
Mâu thuẫn giữa hai câu lạc bộ tiếp tục dâng cao vào mùa giải 2020, khi sân vận động Thiên Trường bị "yểm bùa" trước trận đấu giữa họ và Quảng Nam - một đội bóng khác thuộc sở hữu của bầu Hiển. Cũng ở trận gặp Quảng Nam mùa giải trước đó, một nữ cổ động viên đội nhà đã không may qua đời trên đường đến sân vận động nên nhiều cổ động viên khá nhạy cảm với vấn đề này.
Chơi ở sân vận động Thiên Trường cũng chưa bao giờ dễ dàng với đội bóng thủ đô. Ngay trong mùa giải đỉnh cao 2019, Hà Nội vẫn để thua 0–2 trước Nam Định trên sân khách.

### Thể Công/Viettel
Bên cạnh Công an Hà Nội, Thể Công/Viettel cũng là một đối thủ lớn cùng thành phố với Hà Nội. Thể Công/Viettel là đội bóng giàu thành tích nhất cả nước với 19 chức vô địch cấp quốc gia, trong đó có cùng 6 chức vô địch V.League như Hà Nội. Tuy nhiên, đội bóng áo tím cũng tự hào là một trong những câu lạc bộ thành công nhất kể từ năm 2018.
Mặc dù Thể Công/Viettel và Công an Hà Nội luôn coi nhau là những đại kình địch nhưng với sự có mặt của đội bóng áo tím, thế chân kiềng của bóng đá thủ đô thời Thể Công-Công an Hà Nội-Tổng cục Đường sắt đã được thiết lập lại. Việc Công an Hà Nội trở lại V.League đã tạo sức ép lớn lên cả Thể Công/Viettel và Hà Nội kể cả về mặt chuyên môn lẫn cạnh tranh về danh tiếng, khi Công an Hà Nội đã là một thương hiệu lớn của bóng đá thủ đô cùng với việc chiêu mộ hàng loạt hảo thủ ngay khi mới trở lại.
Nếu cặp đấu Thể Công/Viettel và Công an Hà Nội chỉ nóng ở trên sân nhưng quan hệ giữa cổ động viên hai bên khá hòa nhã thì cổ động viên và chính đội bóng áo tím cũng nhiều lần cà khịa cả Thể Công/Viettel lẫn Công an Hà Nội. Thậm chí, cựu chủ tịch đội bóng và Chủ tịch HĐQT Công ty cổ phần Thể thao Hà Nội T&T Nguyễn Quốc Hội đã từng trực tiếp ra mặt tranh cãi với các cổ động viên của Thể Công/Viettel ngay tại sân.

### United City F.C.
Ở khu vực Đông Nam Á, đối thủ kỵ dơ nhất của Hà Nội là Ceres Negros (hiện tại là United City FC) khi đại diện tới từ Philippines từng đả bại đội bóng áo tím 6–2 tại AFC Cup 2017 khiến thầy trò HLV Chu Đình Nghiêm cay đắng nhìn đối thủ đi tiếp sau đó do thua về hiệu số. Đến AFC Cup 2019, hai đội lại chạm trán nhau ở bán kết khu vực Đông Nam Á, lần này đội bóng áo tím đã giành thắng lợi kịch tính 3–2 chung cuộc và làm nên lịch sử sau đó.

## Cổ động viên
Ban đầu, cổ động viên của Hà Nội FC thường là tầng lớp trung niên đi thưởng thức không khí bóng đá ngày cuối tuần. Đã có một thời gian Tập đoàn T&T từng phải kêu gọi nhân viên, người thân đến xem, thậm chí còn bỏ tiền thuê cổ động viên đến theo dõi để cho khán đài sân Hàng Đẫy đỡ hiu quạnh. Việc phải thuê cổ động viên hay kê khống số lượng cổ động viên đã khiến câu lạc bộ nhiều lần bị mỉa mai. Trong nhiều trận đấu diễn ra tại đây, số lượng cố động viên đội khách áp đảo lực lượng của đội chủ nhà. Thời điểm năm 2013, sau khi CLB Hà Nội của bầu Kiên ngừng hoạt động, chỉ còn Hà Nội T&T chơi ở V.League, một người sống gần sân Hàng Đẫy thú nhận: "Càng ngày sân Hàng Đẫy càng vắng vì người Hà Nội không mấy gắn bó với đội bóng hiện nay".
Đội bóng có một hội cổ động viên thành lập vào 2015 mang tên Contras Hanoi với đa phần là học sinh, sinh viên và những người trẻ tuổi hâm mộ đội bóng. Contras Hanoi thường cổ vũ bằng trống và fanchant cùng trống, băng rôn cỡ lớn. Ban đầu, hội cổ động viên có 15 thành viên, tới năm 2018 là hơn 300 thành viên. Hội cổ động viên này nhận được sự ủng hộ mạnh mẽ cả về tinh thần lẫn tài chính từ ban lãnh đạo đội bóng.

## Lối chơi
CLB chủ trương trung thành với lối chơi kiểm soát bóng, ban bật nhỏ, ngắn đã được duy trì qua nhiều thời huấn luyện viên với khởi đầu từ thời HLV Nguyễn Hữu Thắng rồi được nâng tầm với lối chơi kiểm soát bóng của HLV Phan Thanh Hùng cho tới đỉnh cao của HLV Chu Đình Nghiêm với hai chức vô địch quốc gia liên tiếp, lối chơi tấn công luôn được sử dụng dù cho đội bóng phải đối đầu với những đội bóng mạnh hơn nhiều trong khu vực.
Khi HLV Chun Jae-ho lên nắm quyền vào năm 2022, ông đã không còn sử dụng những đợt tấn công ào ạt, tốc độ cao như người tiền nhiệm Chu Đình Nghiêm mà sử dụng lối đá thực dụng và tối đa hóa khả năng kiểm soát thế trận, xử lý trận đấu theo từng tình huống trên sân.
Đội bóng áo tím thường có những pha phối hợp tới ngách trung lộ ở hai biên để tạo khoảng trống ở trung lộ để các tiền đạo hoặc tiền vệ phá xộc thẳng vào vòng cấm của đối phương và khiến đối thủ không kịp bịt khoảng trống.
Tới thời HLV Božidar Bandović cũng thường bố trí sơ đồ đội hình 3 hậu vệ với hậu vệ giữa thường dâng cao đôi chút để vừa nhiệm vụ đánh chặn từ xa của một tiền vệ phòng ngự, vừa phát động tấn công lẫn kéo về chơi trung vệ như bình thường. Trong đó, câu lạc bộ áo tím sử dụng việc gây sức ép, áp sát đối phương với cường độ và tốc độ cao ngay trên phần sân đối phương vừa để phá vỡ hệ thống phòng ngự của đối phương, vừa để ngăn chặn đối phương phản công nhanh. Với hàng thủ luôn dâng cao, đội bóng áo tím sử dụng bẫy việt vị để ngăn chặn tiền đạo cắm của đổi phương phối hợp bật tường hoặc sử dụng tốc độ để xâm nhập vòng cấm. Để thực hiện phương án phòng thủ từ xa này, đội bóng áo tím ưa sử dụng những tiền vệ đánh chặn có sức mạnh và khả năng thu hồi bóng từ giữa sân cũng như sẵn sàng phạm lỗi chiến thuật để ngăn đối phương phản công nhanh. Khi ông Chu Đình Nghiêm dẫn dắt đội bóng, ông thường sử dụng Moses Oloya như một cỗ máy đánh chặn ở tuyến giữa giúp tạo sự cân bằng cho hàng thủ cũng như hàng công. Sau này, những huấn luyện viên như ông Bandovic hay ông Iwamasa cũng ưa thích sử dụng tiền vệ đánh chặn giữa sân nhằm tạo sự cân bằng cho đội hình của mình.
Trường hợp đối phương phòng thủ nhiều lớp, đội bóng áo tím sẽ sử dụng tuyến tiền vệ và tiền đạo lùi, tiền đạo cánh với những cầu thủ giàu tính đột biến như Văn Quyết, Thành Lương và sau này là Quang Hải hay Thái Quý  với những pha xẻ nách trung lộ rồi liên tục phối hợp nhóm, di chuyển cơ động khiến hàng thủ đối phương trở nên rối loạn. Lối chơi này đòi hỏi các cầu thủ không chỉ có kỹ thuật tốt mà phải giàu thể lực, có tốc độ để theo kịp tình huống bóng cũng như phối hợp nhuyễn để duy trì nhịp độ tấn công cao.
Để duy trì lối chơi này, đội bóng áo tím luôn có các ngoại binh giàu sức mạnh ở vị trí tiền đạo cắm và tiền vệ đánh chặn, hai hậu vệ biên cũng phải thường xuyên tham gia vào các pha tấn công chứ không chỉ phá bóng và phạm lỗi. Ngoài ra các tiền vệ cũng phải là những cầu thủ đột biến, sáng tạo.

## Thành tích thi đấu

### Thành tích trong nước
| Chú giải màu sắc | Chú giải màu sắc |
| ---------------- | ---------------- |
| Vô địch          |                  |
| Á quân           |                  |
| Hạng ba          |                  |
| Hạng tư          |                  |
| Thăng hạng       |                  |

| Thành tích của Hà Nội FC từ khi được thành lập | Thành tích của Hà Nội FC từ khi được thành lập | Thành tích của Hà Nội FC từ khi được thành lập | Thành tích của Hà Nội FC từ khi được thành lập | Thành tích của Hà Nội FC từ khi được thành lập | Thành tích của Hà Nội FC từ khi được thành lập | Thành tích của Hà Nội FC từ khi được thành lập | Thành tích của Hà Nội FC từ khi được thành lập | Thành tích của Hà Nội FC từ khi được thành lập | Thành tích của Hà Nội FC từ khi được thành lập | Thành tích của Hà Nội FC từ khi được thành lập | Thành tích của Hà Nội FC từ khi được thành lập | Thành tích của Hà Nội FC từ khi được thành lập |                             |
| Năm                                            | Hạng đấu                                       | Hạng đấu                                       | Hạng đấu                                       | Hạng đấu                                       | Thành tích                                     | St                                             | T                                              | H                                              | B                                              | Bt                                             | Bb                                             | Điểm                                           |                             |
| Năm                                            | I                                              | II                                             | III                                            | IV                                             | Thành tích                                     | St                                             | T                                              | H                                              | B                                              | Bt                                             | Bb                                             | Điểm                                           |                             |
| ---------------------------------------------- | ---------------------------------------------- | ---------------------------------------------- | ---------------------------------------------- | ---------------------------------------------- | ---------------------------------------------- | ---------------------------------------------- | ---------------------------------------------- | ---------------------------------------------- | ---------------------------------------------- | ---------------------------------------------- | ---------------------------------------------- | ---------------------------------------------- | --------------------------- |
| 2006                                           |                                                |                                                |                                                |                                                | Vô địch                                        | Không rõ thành tích cụ thể                     | Không rõ thành tích cụ thể                     | Không rõ thành tích cụ thể                     | Không rõ thành tích cụ thể                     | Không rõ thành tích cụ thể                     | Không rõ thành tích cụ thể                     | Không rõ thành tích cụ thể                     |                             |
| 2007                                           |                                                |                                                |                                                |                                                | Thứ 2                                          | 10                                             | 5                                              | 5                                              | 0                                              | 18                                             | 7                                              | 20                                             |                             |
| 2008                                           |                                                |                                                |                                                |                                                | Thứ 2                                          | 26                                             | 14                                             | 9                                              | 3                                              | 46                                             | 24                                             | 51                                             |                             |
| 2009                                           |                                                |                                                |                                                |                                                | Thứ 4                                          | 26                                             | 11                                             | 6                                              | 9                                              | 44                                             | 35                                             | 39                                             |                             |
| 2010                                           |                                                |                                                |                                                |                                                | Vô địch                                        | 26                                             | 14                                             | 4                                              | 8                                              | 35                                             | 25                                             | 46                                             |                             |
| 2011                                           |                                                |                                                |                                                |                                                | Thứ 2                                          | 26                                             | 13                                             | 7                                              | 6                                              | 51                                             | 31                                             | 46                                             |                             |
| 2012                                           |                                                |                                                |                                                |                                                | Thứ 2                                          | 26                                             | 13                                             | 8                                              | 5                                              | 43                                             | 35                                             | 47                                             |                             |
| 2013                                           |                                                |                                                |                                                |                                                | Vô địch                                        | 20                                             | 11                                             | 5                                              | 4                                              | 46                                             | 24                                             | 38                                             |                             |
| 2014                                           |                                                |                                                |                                                |                                                | Thứ 2                                          | 22                                             | 14                                             | 5                                              | 3                                              | 66                                             | 40                                             | 47                                             |                             |
| 2015                                           |                                                |                                                |                                                |                                                | Thứ 2                                          | 26                                             | 13                                             | 7                                              | 6                                              | 51                                             | 30                                             | 46                                             |                             |
| 2016                                           |                                                |                                                |                                                |                                                | Vô địch                                        | 26                                             | 16                                             | 2                                              | 8                                              | 45                                             | 28                                             | 50                                             |                             |
| 2017                                           |                                                |                                                |                                                |                                                | Thứ 3                                          | 26                                             | 12                                             | 10                                             | 4                                              | 54                                             | 31                                             | 46                                             |                             |
| 2018                                           |                                                |                                                |                                                |                                                | Vô địch                                        | 26                                             | 20                                             | 4                                              | 2                                              | 72                                             | 30                                             | 64                                             |                             |
| 2019                                           |                                                |                                                |                                                |                                                | Vô địch                                        | 26                                             | 15                                             | 8                                              | 3                                              | 60                                             | 30                                             | 53                                             |                             |
| 2020                                           |                                                |                                                |                                                |                                                | Thứ 2                                          | 20                                             | 11                                             | 6                                              | 3                                              | 37                                             | 16                                             | 39                                             |                             |
| 2021                                           |                                                |                                                |                                                |                                                | Mùa giải bị hủy vì COVID-19                    | Mùa giải bị hủy vì COVID-19                    | Mùa giải bị hủy vì COVID-19                    | Mùa giải bị hủy vì COVID-19                    | Mùa giải bị hủy vì COVID-19                    | Mùa giải bị hủy vì COVID-19                    | Mùa giải bị hủy vì COVID-19                    | Mùa giải bị hủy vì COVID-19                    | Mùa giải bị hủy vì COVID-19 |
| 2022                                           |                                                |                                                |                                                |                                                | Vô địch                                        | 24                                             | 15                                             | 6                                              | 3                                              | 47                                             | 21                                             | 51                                             |                             |
| 2023                                           |                                                |                                                |                                                |                                                | Thứ 2                                          | 20                                             | 11                                             | 5                                              | 4                                              | 35                                             | 22                                             | 38                                             |                             |
| 2023–24                                        |                                                |                                                |                                                |                                                | Thứ 3                                          | 26                                             | 13                                             | 4                                              | 9                                              | 45                                             | 37                                             | 43                                             |                             |
| 2024–25                                        |                                                |                                                |                                                |                                                | Thứ 2                                          | 26                                             | 14                                             | 7                                              | 5                                              | 46                                             | 25                                             | 49                                             |                             |

### Cúp Quốc gia
| Thành tích tại Giải bóng đá Cúp Quốc gia | Thành tích tại Giải bóng đá Cúp Quốc gia | Thành tích tại Giải bóng đá Cúp Quốc gia | Thành tích tại Giải bóng đá Cúp Quốc gia | Thành tích tại Giải bóng đá Cúp Quốc gia | Thành tích tại Giải bóng đá Cúp Quốc gia | Thành tích tại Giải bóng đá Cúp Quốc gia |
| Năm                                      | Vòng                                     | Sân vận động                             | Đối thủ                                  | Kết quả (HNFC bên trái)                  | Kết quả (HNFC bên trái)                  | Thành tích                               |
| Năm                                      | Vòng                                     | Sân vận động                             | Đối thủ                                  | Tỷ số                                    | Chung cuộc                               | Thành tích                               |
| ---------------------------------------- | ---------------------------------------- | ---------------------------------------- | ---------------------------------------- | ---------------------------------------- | ---------------------------------------- | ---------------------------------------- |
| 2014                                     | Vòng loại                                | Đặc cách vào vòng 1/8                    | Đặc cách vào vòng 1/8                    | Đặc cách vào vòng 1/8                    | Đặc cách vào vòng 1/8                    | Vòng 1/8                                 |
| 2014                                     | Vòng 1/8                                 | Hàng Đẫy                                 | Đắk Lắk                                  | 0–0 (3–5 p)                              | 0–0 (3–5 p)                              | Vòng 1/8                                 |
| 2015                                     | Vòng loại                                | Đặc cách vào vòng 1/8                    | Đặc cách vào vòng 1/8                    | Đặc cách vào vòng 1/8                    | Đặc cách vào vòng 1/8                    | Á quân                                   |
| 2015                                     | Vòng 1/8                                 | Cẩm Phả                                  | Than Quảng Ninh                          | 5–2                                      | 5–2                                      | Á quân                                   |
| 2015                                     | Tứ kết                                   | Hàng Đẫy                                 | Hoàng Anh Gia Lai                        | 2–0                                      | 2–0                                      | Á quân                                   |
| 2015                                     | Bán kết                                  | Hàng Đẫy                                 | Hải Phòng                                | 5–0                                      | 5–0                                      | Á quân                                   |
| 2015                                     | Chung kết                                | Gò Đậu                                   | Becamex Bình Dương                       | 2–4                                      | 2–4                                      | Á quân                                   |
| 2016                                     | Vòng loại                                | Đặc cách vào vòng 1/8                    | Đặc cách vào vòng 1/8                    | Đặc cách vào vòng 1/8                    | Đặc cách vào vòng 1/8                    | Á quân                                   |
| 2016                                     | Vòng 1/8                                 | Hàng Đẫy                                 | Thanh Hóa                                | 1–0                                      | 1–0                                      | Á quân                                   |
| 2016                                     | Tứ kết                                   | Thiên Trường                             | Nam Định                                 | 0–0                                      | 3–1                                      | Á quân                                   |
| 2016                                     | Tứ kết                                   | Hàng Đẫy                                 | Nam Định                                 | 3–1                                      | 3–1                                      | Á quân                                   |
| 2016                                     | Bán kết                                  | Tam Kỳ                                   | Quảng Nam                                | 3–2                                      | 7–5                                      | Á quân                                   |
| 2016                                     | Bán kết                                  | Hàng Đẫy                                 | Quảng Nam                                | 4–3                                      | 7–5                                      | Á quân                                   |
| 2016                                     | Chung kết                                | Cẩm Phả                                  | Than Quảng Ninh                          | 4–4                                      | 5–6                                      | Á quân                                   |
| 2016                                     | Chung kết                                | Hàng Đẫy                                 | Than Quảng Ninh                          | 1–2                                      | 5–6                                      | Á quân                                   |
| 2017                                     | Vòng loại                                | Đặc cách vào vòng 1/8                    | Đặc cách vào vòng 1/8                    | Đặc cách vào vòng 1/8                    | Đặc cách vào vòng 1/8                    | Vòng 1/8                                 |
| 2017                                     | Vòng 1/8                                 | Hàng Đẫy                                 | Sông Lam Nghệ An                         | 0–0 (3–4 p)                              | 0–0 (3–4 p)                              | Vòng 1/8                                 |
| 2018                                     | Vòng loại                                | Hàng Đẫy                                 | Đắk Lắk                                  | 0–0 (4–2 p)                              | 0–0 (4–2 p)                              | Hạng ba                                  |
| 2018                                     | Vòng 1/8                                 | Hàng Đẫy                                 | Sài Gòn                                  | 5–0                                      | 5–0                                      | Hạng ba                                  |
| 2018                                     | Tứ kết                                   | Pleiku                                   | Hoàng Anh Gia Lai                        | 2–2                                      | 3–3 (Thắng nhờ BTSK)                     | Hạng ba                                  |
| 2018                                     | Tứ kết                                   | Hàng Đẫy                                 | Hoàng Anh Gia Lai                        | 1–1                                      | 3–3 (Thắng nhờ BTSK)                     | Hạng ba                                  |
| 2018                                     | Bán kết                                  | Hàng Đẫy                                 | Becamex Bình Dương                       | 3–3                                      | 3–3 (Thua do BTSK)                       | Hạng ba                                  |
| 2018                                     | Bán kết                                  | Gò Đậu                                   | Becamex Bình Dương                       | 0–0                                      | 3–3 (Thua do BTSK)                       | Hạng ba                                  |
| 2019                                     | Vòng loại                                | Đặc cách vào vòng 1/8                    | Đặc cách vào vòng 1/8                    | Đặc cách vào vòng 1/8                    | Đặc cách vào vòng 1/8                    | Vô địch                                  |
| 2019                                     | Vòng 1/8                                 | Hàng Đẫy                                 | Hồng Lĩnh Hà Tĩnh                        | 3–0                                      | 3–0                                      | Vô địch                                  |
| 2019                                     | Tứ kết                                   | Thiên Trường                             | Nam Định                                 | 4–3                                      | 4–3                                      | Vô địch                                  |
| 2019                                     | Bán kết                                  | Hàng Đẫy                                 | Thành phố Hồ Chí Minh                    | 3–0                                      | 3–0                                      | Vô địch                                  |
| 2019                                     | Chung kết                                | Tam Kỳ                                   | Quảng Nam                                | 2–1                                      | 2–1                                      | Vô địch                                  |
| 2020                                     | Vòng loại                                | Đặc cách vào vòng 1/8                    | Đặc cách vào vòng 1/8                    | Đặc cách vào vòng 1/8                    | Đặc cách vào vòng 1/8                    | Vô địch                                  |
| 2020                                     | Vòng 1/8                                 | Hàng Đẫy                                 | Đồng Tháp                                | 3–0                                      | 3–0                                      | Vô địch                                  |
| 2020                                     | Tứ kết                                   | Hàng Đẫy                                 | Xổ số kiến thiết Cần Thơ                 | 7–0                                      | 7–0                                      | Vô địch                                  |
| 2020                                     | Bán kết                                  | Hàng Đẫy                                 | Thành phố Hồ Chí Minh                    | 5–1                                      | 5–1                                      | Vô địch                                  |
| 2020                                     | Chung kết                                | Hàng Đẫy                                 | Viettel                                  | 2–1                                      | 2–1                                      | Vô địch                                  |
| 2021                                     | Giải đấu bị hủy do COVID-19              | Giải đấu bị hủy do COVID-19              | Giải đấu bị hủy do COVID-19              | Giải đấu bị hủy do COVID-19              | Giải đấu bị hủy do COVID-19              | Giải đấu bị hủy do COVID-19              |
| 2022                                     | Vòng loại                                | Hàng Đẫy                                 | Công an Nhân dân                         | 4–0                                      | 4–0                                      | Vô địch                                  |
| 2022                                     | Vòng 1/8                                 | Hòa Xuân                                 | SHB Đà Nẵng                              | 2–1                                      | 2–1                                      | Vô địch                                  |
| 2022                                     | Tứ kết                                   | Bình Phước                               | Bình Phước                               | 5–0                                      | 5–0                                      | Vô địch                                  |
| 2022                                     | Bán kết                                  | Pleiku                                   | Hoàng Anh Gia Lai                        | 2–0                                      | 2–0                                      | Vô địch                                  |
| 2022                                     | Chung kết                                | Hàng Đẫy                                 | Bình Định                                | 2–0                                      | 2–0                                      | Vô địch                                  |
| 2023                                     | Vòng loại                                | Đặc cách vào vòng 1/8                    | Đặc cách vào vòng 1/8                    | Đặc cách vào vòng 1/8                    | Đặc cách vào vòng 1/8                    | Vòng 1/8                                 |
| 2023                                     | Vòng 1/8                                 | Hàng Đẫy                                 | Viettel                                  | 1–2                                      | 1–2                                      | Vòng 1/8                                 |
| 2023–24                                  | Vòng loại                                | Đặc cách vào vòng 1/8                    | Đặc cách vào vòng 1/8                    | Đặc cách vào vòng 1/8                    | Đặc cách vào vòng 1/8                    | Á quân                                   |
| 2023–24                                  | Vòng 1/8                                 | Hàng Đẫy                                 | Hồng Lĩnh Hà Tĩnh                        | 2–1                                      | 2–1                                      | Á quân                                   |
| 2023–24                                  | Tứ kết                                   | Hàng Đẫy                                 | SHB Đà Nẵng                              | 2–1                                      | 2–1                                      | Á quân                                   |
| 2023–24                                  | Bán kết                                  | Hàng Đẫy                                 | Thể Công – Viettel                       | 1–4                                      | 1–4                                      | Á quân                                   |
| 2023–24                                  | Chung kết                                | Thanh Hóa                                | Đông Á Thanh Hóa                         | 0–0 (8–9 p)                              | 0–0 (8–9 p)                              | Á quân                                   |
| 2024–25                                  | Vòng loại                                | Đặc cách vào vòng 1/8                    | Đặc cách vào vòng 1/8                    | Đặc cách vào vòng 1/8                    | Đặc cách vào vòng 1/8                    | Vòng 1/8                                 |
| 2024–25                                  | Vòng 1/8                                 | Hàng Đẫy                                 | Đồng Tháp                                | 0-0(3-4 p)                               | 0-0(3-4 p)                               | Vòng 1/8                                 |

### Thành tích quốc tế
Ngày 26 tháng 2 năm 2019, Hà Nội đã tạo ra trận thắng đậm nhất lịch sử Cúp AFC sau khi hủy diệt Nagaworld của Campuchia với tỉ số 10–0 trên sân nhà Hàng Đẫy.
| Mùa giải | Giải đấu             | Vòng đấu                     | Đối thủ            | Sân nhà | Sân khách | Kết quả       |
| -------- | -------------------- | ---------------------------- | ------------------ | ------- | --------- | ------------- |
| 2011     | Cúp AFC              | Vòng bảng                    | Muangthong United  | 0–0     | 0–4       | Hạng 3 bảng G |
| 2011     | Cúp AFC              | Vòng bảng                    | Victory            | 2–0     | 1–0       | Hạng 3 bảng G |
| 2011     | Cúp AFC              | Vòng bảng                    | Tampines Rovers    | 1–1     | 1–3       | Hạng 3 bảng G |
| 2013     | AFC Champions League | Vòng loại 1                  | Pune               | —       | 3–0       | —             |
| 2013     | AFC Champions League | Vòng loại 2                  | Muangthong United  | —       | 0–2       | —             |
| 2014     | Cúp AFC              | Vòng bảng                    | Maziya             | 5–1     | 2–1       | Nhất bảng F   |
| 2014     | Cúp AFC              | Vòng bảng                    | Arema              | 2–1     | 3–1       | Nhất bảng F   |
| 2014     | Cúp AFC              | Vòng bảng                    | Selangor           | 1–0     | 1–3       | Nhất bảng F   |
| 2014     | Cúp AFC              | Vòng 1/8                     | Nay Pyi Taw        | 5–0     | —         | —             |
| 2014     | Cúp AFC              | Tứ kết                       | Erbil              | 0–1     | 0–2       | 0–3           |
| 2015     | AFC Champions League | Vòng loại 1                  | Persib Bandung     | 4–0     | —         | —             |
| 2015     | AFC Champions League | Vòng loại 2                  | FC Seoul           | —       | 0–7       | —             |
| 2016     | AFC Champions League | Vòng loại 1                  | Kitchee            | 1–0     | —         | —             |
| 2016     | AFC Champions League | Vòng loại 2                  | Pohang Steelers    | —       | 0–3       | —             |
| 2017     | AFC Champions League | Vòng loại 1                  | Kitchee            | —       | 2–3       | —             |
| 2017     | Cúp AFC              | Vòng bảng                    | Ceres–Negros       | 1–1     | 2–6       | Nhì bảng G    |
| 2017     | Cúp AFC              | Vòng bảng                    | Felda United       | 4–1     | 1–1       | Nhì bảng G    |
| 2017     | Cúp AFC              | Vòng bảng                    | Tampines Rovers    | 4–0     | 2–1       | Nhì bảng G    |
| 2019     | AFC Champions League | Vòng loại 2                  | Bangkok United     | —       | 1–0       | —             |
| 2019     | AFC Champions League | Vòng loại 3                  | Sơn Đông Lỗ Năng   | —       | 1–4       | —             |
| 2019     | Cúp AFC              | Vòng bảng Khu vực Đông Nam Á | Nagaworld          | 10–0    | 5–1       | Nhất bảng F   |
| 2019     | Cúp AFC              | Vòng bảng Khu vực Đông Nam Á | Tampines Rovers    | 2–0     | 1–1       | Nhất bảng F   |
| 2019     | Cúp AFC              | Vòng bảng Khu vực Đông Nam Á | Yangon United      | 0–1     | 5–2       | Nhất bảng F   |
| 2019     | Cúp AFC              | Bán kết Khu vực Đông Nam Á   | Ceres Negros       | 2–1     | 1–1       | 3–2           |
| 2019     | Cúp AFC              | Chung kết Khu vực Đông Nam Á | Becamex Bình Dương | 1–0     | 1–0       | 2–0           |
| 2019     | Cúp AFC              | Bán kết Liên khu vực         | Altyn Asyr         | 3–2     | 2–2       | 5–4           |
| 2019     | Cúp AFC              | Chung kết Liên khu vực       | Câu lạc bộ 4.25    | 2–2     | 0–0       | 2–2 (a)       |
| 2023–24  | AFC Champions League | Vòng bảng                    | Vũ Hán Tam Trấn    | 2–1     | 1–2       | Hạng 3 bảng J |
| 2023–24  | AFC Champions League | Vòng bảng                    | Pohang Steelers    | 2–4     | 0–2       | Hạng 3 bảng J |
| 2023–24  | AFC Champions League | Vòng bảng                    | Urawa Red Diamonds | 2–1     | 0–6       | Hạng 3 bảng J |

## Danh hiệu
| Giải Vô địch Quốc gia | 6 | 2010, 2013, 2016, 2018, 2019, 2022 |
| Cúp Quốc gia          | 3 | 2019, 2020, 2022                   |
| Siêu cúp Quốc gia     | 5 | 2010, 2018, 2019, 2020, 2022       |

### Danh hiệu Nhà nước trao tặng
- Huân chương Lao động hạng Ba (2019)[50]

### Danh hiệu cấp độ trẻ
- Vô địch U-21 Quốc gia:
  -  Vô địch (6): 2013, 2015, 2016, 2018, 2019, 2022
  -  Á quân (2): 2014, 2021
- Vô địch U-19 Quốc gia:
  -  Vô địch (7): 2011[51], 2014, 2016, 2017, 2019, 2022, 2024
  -  Á quân (2): 2015, 2018
- Vô địch U-17 Quốc gia:
  -  Vô địch (1): 2024

## Đội hình

### Đội hình hiện tại
Tính đến 17 tháng 7 năm 2025
Ghi chú: Quốc kỳ chỉ đội tuyển quốc gia được xác định rõ trong điều lệ tư cách FIFA. Các cầu thủ có thể giữ hơn một quốc tịch ngoài FIFA.
| Số | VT | Quốc gia | Cầu thủ                       |
| -- | -- | -------- | ----------------------------- |
| 1  | TM | Việt Nam | Nguyễn Duy Dũng               |
| 2  | HV | Việt Nam | Đỗ Duy Mạnh                   |
| 5  | TM | Việt Nam | Nguyễn Văn Hoàng              |
| 6  | TV | Việt Nam | Ngô Đức Hoàng                 |
| 7  | HV | Việt Nam | Phạm Xuân Mạnh                |
| 8  | TV | Việt Nam | Đậu Văn Toàn                  |
| 9  | TĐ | Việt Nam | Phạm Tuấn Hải                 |
| 10 | TĐ | Việt Nam | Nguyễn Văn Quyết (đội trưởng) |
| 11 | TV | Brasil   | Đỗ Hoàng Hên                  |
| 13 | TM | Việt Nam | Quan Văn Chuẩn                |
| 14 | TV | Việt Nam | Nguyễn Hai Long               |
| 15 | HV | Việt Nam | Nguyễn Đức Anh                |
| 16 | HV | Việt Nam | Nguyễn Thành Chung            |
| 17 | HV | Việt Nam | Đào Văn Nam                   |
| 19 | TV | Việt Nam | Nguyễn Văn Trường             |
| 21 | TV | Việt Nam | Vũ Đình Hai                   |

| Số | VT | Quốc gia | Cầu thủ                |
| -- | -- | -------- | ---------------------- |
| 23 | TĐ | Việt Nam | Nguyễn Văn Tùng        |
| 24 | HV | Việt Nam | Vũ Văn Sơn             |
| 25 | TĐ | Việt Nam | Lê Xuân Tú             |
| 27 | TV | Croatia  | Luka Bobičanec         |
| 28 | HV | Việt Nam | Lê Văn Hà              |
| 30 | TV | Việt Nam | Bùi Long Nhật          |
| 31 | TV | Canada   | Pierre Lamothe         |
| 35 | HV | Việt Nam | Nguyễn Xuân Kiên       |
| 45 | HV | Việt Nam | Lê Văn Xuân            |
| 67 | HV | Việt Nam | Trần Văn Thắng         |
| 74 | TV | Việt Nam | Trương Văn Thái Quý    |
| 75 | TĐ | Việt Nam | Hồ Thanh Minh          |
| 88 | TV | Việt Nam | Đỗ Hùng Dũng (đội phó) |
| 99 | TĐ | Brasil   | Daniel Passira         |
| —  | HV | Brasil   | Adriel                 |
| —  | HV | Việt Nam | Vũ Tiến Long           |

- Năm 2017, đội bóng quyết định treo vĩnh viễn chiếc áo số 12. Số áo này được dành tặng cho các cổ động viên như một lời tri ân và coi họ là một phần của đội bóng.

### Cho mượn
Ghi chú: Quốc kỳ chỉ đội tuyển quốc gia được xác định rõ trong điều lệ tư cách FIFA. Các cầu thủ có thể giữ hơn một quốc tịch ngoài FIFA.
| Số | VT | Quốc gia | Cầu thủ                                 |
| -- | -- | -------- | --------------------------------------- |
| 3  | HV | Việt Nam | Lê Văn Hà (cho mượn đến Hoà Bình)       |
| 9  | TĐ | Việt Nam | Nguyễn Giản Tân (cho mượn đến Hoà Bình) |
| 22 | TV | Việt Nam | Mạch Ngọc Hà (cho mượn đến Quảng Nam)   |

| Số | VT | Quốc gia | Cầu thủ                                  |
| -- | -- | -------- | ---------------------------------------- |
| 24 | HV | Việt Nam | Vũ Văn Sơn (cho mượn đến Quảng Nam)      |
| 25 | TĐ | Việt Nam | Lê Xuân Tú (cho mượn đến Quảng Nam)      |
| —  | HV | Việt Nam | Nguyễn Văn Ngọc (cho mượn đến Quảng Nam) |

### Các cầu thủ khác
Ghi chú: Quốc kỳ chỉ đội tuyển quốc gia được xác định rõ trong điều lệ tư cách FIFA. Các cầu thủ có thể giữ hơn một quốc tịch ngoài FIFA.
| Số | VT | Quốc gia | Cầu thủ         |
| -- | -- | -------- | --------------- |
| —  | HV | Việt Nam | Lê Hải Đức      |
| —  | HV | Việt Nam | Nguyễn Hữu Tuấn |
| —  | HV | Việt Nam | Nguyễn Văn Sơn  |

| Số | VT | Quốc gia | Cầu thủ           |
| -- | -- | -------- | ----------------- |
| —  | HV | Việt Nam | Nguyễn Văn Thủy   |
| —  | HV | Việt Nam | Phạm Văn Nam      |
| —  | TV | Việt Nam | Bùi Long Nhật     |
| —  | TV | Việt Nam | Ngô Sỹ Chinh      |
| —  | TV | Việt Nam | Nguyễn Nam Trường |

### Đội trẻ
Ghi chú: Quốc kỳ chỉ đội tuyển quốc gia được xác định rõ trong điều lệ tư cách FIFA. Các cầu thủ có thể giữ hơn một quốc tịch ngoài FIFA.
| Số | VT | Quốc gia | Cầu thủ            |
| -- | -- | -------- | ------------------ |
| 1  | TM | Việt Nam | Phạm Đình Hải      |
| 2  | TM | Việt Nam | Nguyễn Duy Dũng    |
| 5  | HV | Việt Nam | Nguyễn Sỹ Đức      |
| 6  | HV | Việt Nam | Lương Ngọc Cường   |
| 7  | TĐ | Việt Nam | Nguyễn Văn Trường  |
| 8  | TV | Việt Nam | Ngô Đức Hoàng      |
| 10 | TV | Việt Nam | Nguyễn Trung Thành |
| 11 | TV | Việt Nam | Nguyễn Anh Tú      |
| 12 | TĐ | Việt Nam | Lê Trí Phong       |
| 14 | TĐ | Việt Nam | Phan Lạc Dương     |
| 15 | HV | Việt Nam | Nguyễn Đức Anh     |
| 16 | TV | Việt Nam | Nguyễn Xuân Toàn   |
| 17 | TV | Việt Nam | Dương Văn Quyết    |
| 18 | TV | Việt Nam | Bùi Tuấn Minh      |
| 19 | TV | Việt Nam | Hoàng Văn Tuyến    |

| Số | VT | Quốc gia | Cầu thủ                |
| -- | -- | -------- | ---------------------- |
| 20 | TV | Việt Nam | Nguyễn Duy Thanh       |
| 21 | HV | Việt Nam | Nguyễn Đắc Vinh        |
| 22 | TV | Việt Nam | Hoàng Trung Kiên       |
| 24 | TM | Việt Nam | Nguyễn Thế Anh Tâm     |
| 25 | TV | Việt Nam | Ngô Thành Tài          |
| 26 | HV | Việt Nam | Vi Văn Dũng            |
| 27 | HV | Việt Nam | Vũ Tiến Long           |
| 28 | HV | Việt Nam | Nguyễn Cảnh Tài        |
| 29 | HV | Việt Nam | Nguyễn Thái Học        |
| 31 | TM | Việt Nam | Nguyễn Bỉnh Quang Vinh |
| 33 | TV | Việt Nam | Lê Văn Quang Duyệt     |
| 39 | TV | Việt Nam | Trần Văn Vẫn           |
| 44 | TĐ | Việt Nam | Nguyễn Anh Tiệp        |
| 56 | HV | Việt Nam | Vũ Văn Sơn             |
| 68 | HV | Việt Nam | Đặng Gia Bảo           |
| 77 | TĐ | Việt Nam | Nguyễn Hà Anh Tuấn     |

## Quan chức đội bóng hiện tại

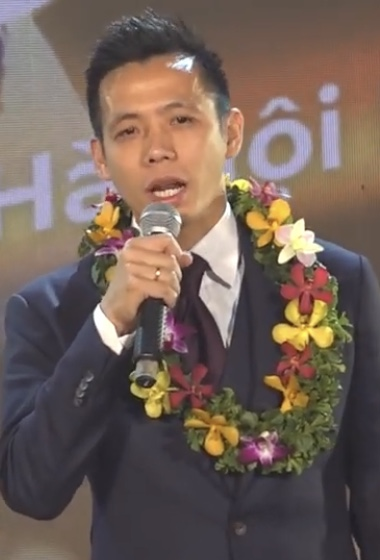
Nguyễn Văn Quyết, cầu thủ có số trận thi đấu và số bàn thắng nhiều nhất trong lịch sử Hà Nội FC, hiện anh cũng đang là đội trưởng của câu lạc bộ.

| Chức vụ                 | Tên               |
| ----------------------- | ----------------- |
| Chủ tịch Câu lạc bộ     | Đỗ Vinh Quang     |
| Giám đốc điều hành      | Nguyễn Quốc Tuấn  |
| Trưởng đoàn             | Nguyễn Cảnh Thắng |
| Giám đốc kỹ thuật       | Hoàng Văn Phúc    |
| Huấn luyện viên trưởng  | Teguramori Makoto |
| Trợ lý Huấn luyện viên  | Nguyễn Xuân Tú    |
| Trợ lý Huấn luyện viên  | Nguyễn Ngọc Dũng  |
| Huấn luyện viên Thủ môn | Asmir Somun       |
| Huấn luyện viên Thể lực | Bruno Luis Inarra |
| Phân tích viên          | Vũ Đức Thành      |
| Bác sĩ                  | Nguyễn Đức Thiện  |
| Bác sĩ                  | Vũ Thành Luân     |
| Phiên dịch              | Văn Bá An         |
| Hậu cần                 | Nguyễn Văn Đức    |

## Thành viên nổi bật

### Quả bóng vàng Việt Nam
Cầu thủ đoạt giải Quả bóng vàng Việt Nam khi đang chơi cho Hà Nội:
- Dương Hồng Sơn - 2008
- Phạm Thành Lương - 2014, 2016
- Nguyễn Quang Hải - 2018
- Đỗ Hùng Dũng - 2019
- Nguyễn Văn Quyết - 2020, 2022

### Cầu thủ trẻ xuất sắc nhất
Cầu thủ đoạt giải Cầu thủ trẻ xuất sắc nhất khi đang chơi cho Hà Nội:
- Nguyễn Văn Quyết - 2010, 2011
- Đoàn Văn Hậu - 2017, 2018, 2019
- Bùi Hoàng Việt Anh - 2020

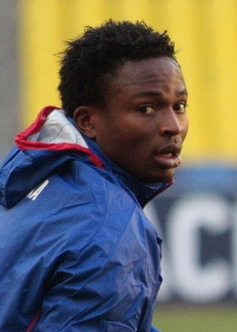
Tiền đạo Ganiyu Oseni gia nhập Hà Nội FC giữa mùa giải V.League 2017 và trở thành vua phá lưới với 18 bàn thắng ở mùa giải 2018

### Vua phá lưới V.League
- Gonzalo Marronkle - 2014
- Hoàng Vũ Samson - 2013, 2014
- Ganiyu Bolayi Oseni - 2018
- Pape Omar Faye - 2019

## Các huấn luyện viên trong lịch sử
| Các huấn luyện viên trưởng của Hà Nội \| - 2006–2009: Triệu Quang Hà - 2009: Nguyễn Hữu Thắng - 2010–2016: Phan Thanh Hùng - 2/2016–5/2016: Phạm Minh Đức - 5/2016–4/2021: Chu Đình Nghiêm - 4/2021: Hoàng Văn Phúc (tạm quyền) - 4/2021–19/2/2022: Park Choong-kyun \| - 19/2/2022–8/12/2022: Chun Jae-ho (tạm quyền) - 9/12/2022–7/10/2023: Božidar Bandović - 8/10/2023–30/10/2023: Lê Đức Tuấn (tạm quyền) - 31/10/2023–9/1/2024: Đinh Thế Nam (tạm quyền) - 11/1/2024–8/7/2024: Iwamasa Daiki - 28/7/2024–28/1/2025: Lê Đức Tuấn - 28/1/2025–17/2/2025: Hoàng Văn Phúc (tạm quyền) \| | |
| - 2006–2009: Triệu Quang Hà - 2009: Nguyễn Hữu Thắng - 2010–2016: Phan Thanh Hùng - 2/2016–5/2016: Phạm Minh Đức - 5/2016–4/2021: Chu Đình Nghiêm - 4/2021: Hoàng Văn Phúc (tạm quyền) - 4/2021–19/2/2022: Park Choong-kyun | - 19/2/2022–8/12/2022: Chun Jae-ho (tạm quyền) - 9/12/2022–7/10/2023: Božidar Bandović - 8/10/2023–30/10/2023: Lê Đức Tuấn (tạm quyền) - 31/10/2023–9/1/2024: Đinh Thế Nam (tạm quyền) - 11/1/2024–8/7/2024: Iwamasa Daiki - 28/7/2024–28/1/2025: Lê Đức Tuấn - 28/1/2025–17/2/2025: Hoàng Văn Phúc (tạm quyền) |

## Biểu trưng của câu lạc bộ

2006–2009
2010–2016
2017
20182018
2019
2020–2022
2023-nay